# تشارلز ستيوارت (سياسي كندي مواليد 1917)
تشارلز ستيوارت هو سياسي كندي، ولد في 26 مارس 1917، وتوفي في 3 أكتوبر 1991. نشط حزبياً في الرابطة التقدمية المحافظة في ألبرتا ‏. وقد انتخب عضو الجمعية التشريعية ألبرتا عن دائرة Wainwright (provincial electoral district) ‏ (1975 – 1979).